# Amaga ortizi
Amaga ortizi is een platworm (Platyhelminthes). De worm is tweeslachtig. De soort leeft in of nabij zoet water.
Het geslacht Amaga, waarin de platworm wordt geplaatst, wordt tot de familie Geoplanidae gerekend. De wetenschappelijke naam van de soort was oorspronkelijk Geoplana ortizi en werd gepubliceerd in 1914 door de Zwitserse parasitoloog Otto Fuhrmann. Het is een van de nieuwe soorten die hij verzamelde op zijn expeditie samen met Eugène Mayor naar Colombia in 1910. De soort werd gevonden op Páramo de Cruz Verde in de Colombiaanse Cordillera Oriental (ca. 3400 m hoogte). De soort is tot 6è mm lang, 10 mm breed en 2 mm dik. De kleur is gelijkmatig bruin-zwart. De soort is genoemd naar G. Ortiz-Williamson uit Bogota op wiens koffieplantage Cafetal Le Magdalena de onderzoekers werden ontvangen.